# Antoniadi (Mondkrater)
Antoniadi  ist ein Mondkrater, der auf der Mondrückseite in der Nähe des Südpols liegt.
Der Krater liegt in der südlichen Region des Mondes auf der erdabgewandten Seite. Zusammen mit Minnaert im Nordwesten und Numerov im Südosten bildet er ein auffälliges Kratertriplett nördlich des Gebiets zwischen Zeeman (Mondkrater) und Schödinger. Südlich von Antoniadi liegt der viel kleinere Brashear.

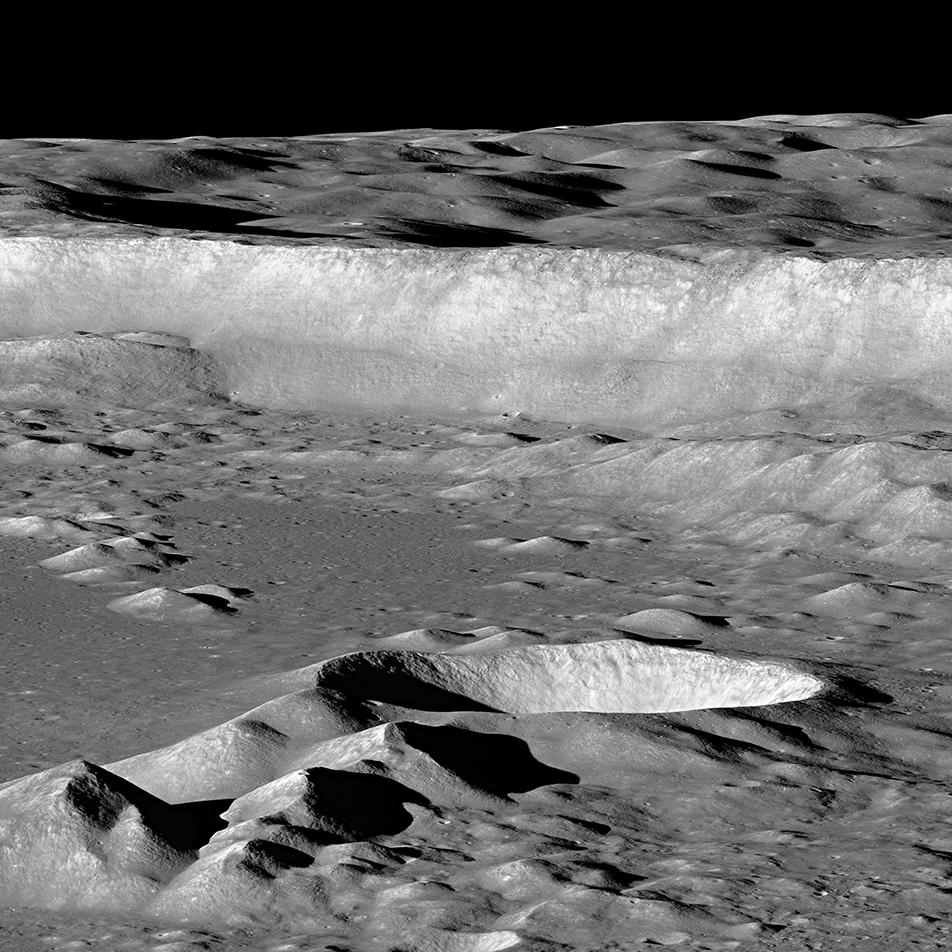
LRO-Aufnahme, Blick auf den tiefen Kraterboden. Der Boden des Kraters im Vordergrund ist die tiefste Stelle auf dem Mond.

Der Kraterrand ist nur schwach erodiert, das Kraterinnere weist einen inneren Ring auf. Innerhalb dieses Rings ist der Kraterboden sehr eben mit einem Gipfel im Kraterzentrum. Das Kraterinnere weist nur wenige spätere Einschläge auf, die Entstehungszeit wird der spät-imbrischen Periode zugerechnet.
In der nebenstehenden LRO-Aufnahme sieht man im Hintergrund den zirka 4 km hohen Kraterwall. Der Boden des innen liegenden Kraters im Vordergrund enthält den tiefsten Punkt des Mondes, er liegt mehr als 9 km unterhalb des mittleren Mondradius. 
Die Tiefe des Gebiets macht es wahrscheinlich, dass durch den Einschlag Material der unteren Kruste bzw. des oberen Mantels an die Oberfläche befördert wurde.